# Nomia elegans
Nomia elegans là một loài Hymenoptera trong họ Halictidae. Loài này được Smith mô tả khoa học năm 1857.